# Robert Maxwell
Ian Robert Maxwell, född Ján Ludvík Hyman Binyamin Hoch den 10 juni 1923 i Slatinské Doly i dåvarande Tjeckoslovakien (i nuvarande Ukraina), död 5 november 1991 i havet utanför Kanarieöarna, var en brittisk tidningsmogul, parlamentsledamot, misstänkt spion för den israeliska underrättelsetjänsten Mossad och bedragare som bland annat ägde tidningarna Daily Mirror och New York Daily News. Maxwell och hans franska fru Elisabeth (född Meynard) fick sammanlagt nio barn av vilka flera varit aktiva inom affärsvärlden, bland dem dottern Ghislaine Maxwell. Ghislaine dömdes 2022 till 20 års fängelse för människohandel och andra brott i samröre med finansmannen Jeffrey Epstein.

## Biografi
Robert Maxwell var av ortodox judisk bakgrund och flydde från dåvarande Tjeckoslovakien under nazisternas ockupation av landet. Från 1946 var han brittisk medborgare. I Storbritannien byggde han upp en framgångsrik tidningsverksamhet. Från 1964–1970 var han även parlamentsledamot för Labour i valkretsen Buckingham i grevskapet Buckinghamshire.
En bild på Maxwell visas på omslaget till singeln I Didn't Mean It av Status Quo. På omslaget visas tio kända profiler, som hamnat i trubbel med rättvisan.
Robert Maxwell är även kopplad till USA:s utrikesminister Anthony Blinken i president Joe Bidens kabinett. Blinkens styvfar Samuel Pisar var Maxwells långvariga advokat och förtrogna vän. Pisar var troligen den sista personen som talade med Maxwell innan hans död.

### Död
Maxwell dog i november 1991 under oklara omständigheter i havet utanför Kanarieöarna, 68 år gammal. Hans nakna kropp hittades flytande i Atlanten i anknytning till hans egen lyxyacht Lady Ghislaine. Den officiella dödsorsaken fastslogs vara en kombination av hjärtinfarkt och drunkning, trots att de tre patologer som hade tillsatts för att utreda ärendet inte varit eniga om dödsorsaken. Maxwell gravsattes på den judiska begravningsplatsen vid Olivberget i Jerusalem, i närvaro av den dåvarande israeliske premiärministern Yitzhak Shamir och den dåvarande israeliske presidenten Chaim Herzog.